# Snooper and Blabber
Snooper and Blabber (no Brasil: Olho Vivo e Faro Fino) é uma série de desenho animado americano produzido pela Hanna-Barbera. Originalmente parte do programa de Quick Draw McGraw (Pepe Legal), estrearam em 1959 e tiveram 3 temporadas.
Snooper e Blabber são uma dupla de detetives, um gato e um rato. Olho vivo, o gato, vestido em um estilo muito parecido com Sherlock Holmes e Faro fino, o rato, vestido à la Humphrey Bogart.
Quando estão em perseguição e Snooper pede para Blabber ligar a sirene, é ele próprio quem põe a cabeça para fora do carro e começa a gritar.
Tiveram participação especial de outros personagens Hanna-Barbera em seus desenhos como Snagglepuss (Leão da Montanha), Hardy e o Yakky Doodle (Patinho Duque).

## Episódios[3][4]

### Primeira temporada (1959-1960)
| Ep. | Título original Estados Unidos     | Título |
| --- | ---------------------------------- | ------ |
| 1   | "Puss n’ Booty "                   |        |
| 2   | "Switch Witch"                     |        |
| 3   | "Real Gone Ghosts"                 |        |
| 4   | "Desperate Diamond Dimwits "       |        |
| 5   | "Big Diaper Caper "                |        |
| 6   | "The Flea and Me "                 |        |
| 7   | "Disappearing Inc. "               |        |
| 8   | "Baby Rattled "                    |        |
| 9   | "Not So Dummy "                    |        |
| 10  | "Fee-Fi-Fo Fumble"                 |        |
| 11  | "Masquerader Raider"               |        |
| 12  | "Motor Knows Best '"               |        |
| 13  | "Slippery Glass Slipper "          |        |
| 14  | "Monkey Wrenched "                 |        |
| 15  | "Gopher Goofers"                   |        |
| 16  | "Impossible Imposters"             |        |
| 17  | "Adventure Is My Hobby "           |        |
| 18  | "Cloudy Rowdy"                     |        |
| 19  | "Snap Happy Saps "                 |        |
| 20  | "The Lion Is Busy"                 |        |
| 21  | "Laughing Guess"                   |        |
| 22  | "The Case Of The Purloined Parrot" |        |
| 23  | "Poddle Toodle-Oo! "               |        |
| 24  | "Doggone Dog, Gone "               |        |
| 25  | "Hula Hula Hullabaloo "            |        |
| 26  | "Wild Man, Wild!"                  |        |

Os episódios 20 e 21 tiveram participação especial do Leão da Montanha e do Hardy, da dupla Lippy e Hardy, respectivamente.

### Segunda temporada (1960)
| Ep. | Título original Estados Unidos | Título |
| --- | ------------------------------ | ------ |
| 1   | "Ala-Kazoop! "                 |        |
| 2   | "Hop To It"                    |        |
| 3   | "Fleas Be Careful"             |        |
| 4   | "Observant Servants"           |        |
| 5   | "De-Duck-Tives"                |        |
| 6   | "Big Shot Blab "               |        |
| 7   | "Big Cat Caper"                |        |
| 8   | "Scoop Snoop "                 |        |
| 9   | "Prince Of A Fella’"           |        |
| 10  | "Flea For All "                |        |
| 11  | "Outer Space Case"             |        |
| 12  | "Bear-ly Able '"               |        |
| 13  | "Surprised Party"              |        |

Os episódios 5 e 7 tiveram participação especial do O Patinho Duque e do Hardy, da dupla Lippy e Hardy, respectivamente.

### Terceira temporada (1961)
| Ep. | Título original Estados Unidos | Título |
| --- | ------------------------------ | ------ |
| 1   | "Zoom-Zoom Blabber"            |        |
| 2   | "Eenie Genie Minie Moo! "      |        |
| 3   | "Bronco Bluster "              |        |
| 4   | "Chilly Chiller"               |        |
| 5   | "Gem Jams "                    |        |
| 6   | "Person To Prison"             |        |

## Outras aparições
- Os Ho-ho-límpicos
- Caça ao tesouro do Zé Colmeia
- Turma do Zé Colmeia
- Esquilo sem grilo

### Fora da Hanna-Barbera
- Frango Robô

## Snooper e Blabber em outros idiomas
- Inglês: Snooper and Blabber
- Espanhol: Super Fisgón y Despistado
- Francês: Fouinard et Babillard
- Finlandês: Nuusku ja Lörppö
- Italiano: Snooper e Bla-bla